# マーキュリー・レッドストーン4号

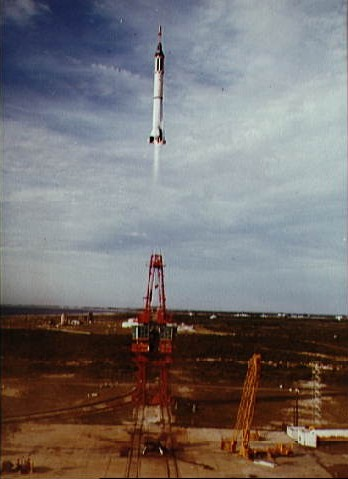
マーキュリー・レッドストーン4号 打ち上げ

マーキュリー・レッドストーン4号（マーキュリー・レッドストーン4ごう、Mercury-Redstone 4）はアメリカ合衆国がマーキュリー計画で打ち上げた有人宇宙船。コールサインはリバティ・ベル7 (Liberty Bell 7)。1961年7月21日にケープカナベラル空軍基地より打ち上げられた。

## 概要

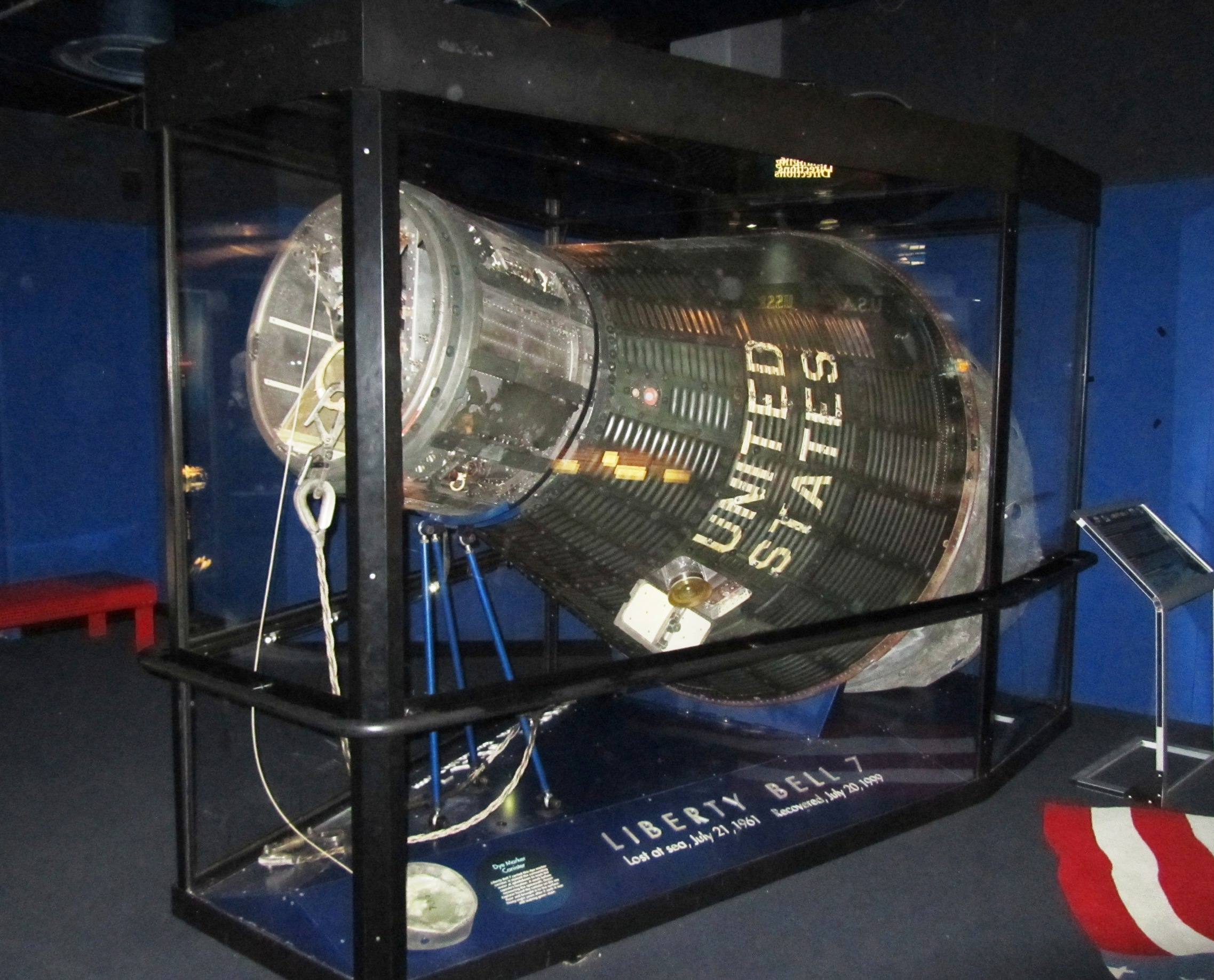
海底から引き上げられたリバティ・ベル7

1961年5月5日のマーキュリー・レッドストーン3号に続く有人宇宙船である。乗員はガス・グリソム。
当初の打ち上げ予定は7月18日であったが、天候が悪く順延となった。1961年7月21日に打ち上げられ、高度190km・飛行時間15分の弾道飛行に成功している。宇宙船は大西洋上に着水した。しかし、トラブルによりハッチが勝手に吹き飛び（当初はグリソムのミスでハッチが開いたと誤解された。）、宇宙船は浸水・水没した。グリソムはヘリコプターによって救助されている。
このトラブルからその後ハッチは誤って開かないよう外開きから内開きに変更されたが、皮肉にも後にグリソムを含む乗員3名が死亡したアポロ1号の火災事故の際に船内と船外の気圧差（船内側が高い）で開けられなく、脱出することができなかった。
宇宙船はディスカバリーチャンネルの資金協力により深度4,500mの海底から1999年7月20日に引き上げられ、カンザス州ハッチンソンの博物館に展示されている。

## タイムテーブル
| T+ 経過時間 | イベント             |                                                                      |
| ----------- | -------------------- | -------------------------------------------------------------------- |
| T+ 00:00:00 | 打ち上げ             |                                                                      |
| T+ 00:00:16 | ピッチ回転開始       | ロケットのピッチ回転開始 毎秒2度の早さで上昇角度を90度から45度に変更 |
| T+ 00:00:40 | ピッチ回転終了       | 上昇角度45度                                                         |
| T+ 00:02:20 | BECO                 | エンジン停止、最大速度2.3 km/s                                       |
| T+ 00:02:22 | 脱出用ロケット投棄   | 不要となった脱出用ロケット投棄                                       |
| T+ 00:02:24 | 宇宙船分離           | 切り離し用ロケット噴射、 宇宙船分離                                  |
| T+ 00:02:35 | 宇宙船の回転         | 宇宙船を回転させ、耐熱面を前方にする                                 |
| T+ 00:05:00 | 遠地点               | 遠地点到達、高度185km                                                |
| T+ 00:05:15 | 逆噴射               | 逆噴射の実行                                                         |
| T+ 00:06:15 | 逆噴射装置の切り離し | 逆噴射装置を切り離し、耐熱面を表面にする                             |
| T+ 00:06:20 | 再突入の機動         |                                                                      |
| T+ 00:09:38 | 減速パラシュート     | 減速用パラシュートの展開                                             |
| T+ 00:10:15 | メインパラシュート   | メインパラシュートの展開                                             |
| T+ 00:10:20 | 着水袋               | 着水袋の展開                                                         |
| T+ 00:10:20 | 燃料投棄             | 残存燃料の投棄                                                       |
| T+ 00:15:30 | 着水                 |                                                                      |